# Campionati mondiali di sollevamento pesi 2019 - 87 kg femminile
Le gare di sollevamento pesi della categoria fino a 87 kg femminile — pesi massimi — dei campionati mondiali del 2019 si sono svolte dal 24 al 26 settembre 2019 a Pattaya presso l'Eastern National Sports Training Center.

## Programma
L'orario indicato corrisponde a quello thailandese (UTC+07:00)
| Data              | Orario | Evento   |
| ----------------- | ------ | -------- |
| 24 settembre 2019 | 22:30  | Gruppo C |
| 25 settembre 2019 | 14:25  | Gruppo B |
| 26 settembre 2019 | 20:25  | Gruppo A |

## Medagliate
Per ciascun esercizio, le prime tre classificate sono le seguenti:
| Esercizio | Oro         | Oro    | Argento   | Argento | Bronzo         | Bronzo |
| --------- | ----------- | ------ | --------- | ------- | -------------- | ------ |
| Strappo   | Wang Zhouyu | 120 kg | Kim Un-ju | 115 kg  | Naryury Pérez  | 110 kg |
| Slancio   | Wang Zhouyu | 158 kg | Kim Un-ju | 154 kg  | Tamara Salazar | 144 kg |
| Totale    | Wang Zhouyu | 278 kg | Kim Un-ju | 269 kg  | Tamara Salazar | 252 kg |

## Record
Prima di questa competizione, i record mondiali esistenti erano i seguenti:
| Record mondiale | Strappo | Mondiale standard | 132 kg | — | 1º novembre 2018 |
| Record mondiale | Slancio | Mondiale standard | 164 kg | — | 1º novembre 2018 |
| Record mondiale | Totale  | Mondiale standard | 294 kg | — | 1º novembre 2018 |

## Risultati
| Pos. | Atleta                          | Gr. | Peso atleta | Strappo (kg) | Strappo (kg) | Strappo (kg) | Strappo (kg) | Slancio (kg) | Slancio (kg) | Slancio (kg) | Slancio (kg) | Totale   |
| Pos. | Atleta                          | Gr. | Peso atleta | 1            | 2            | 3            | Pos.         | 1            | 2            | 3            | Pos.         | Totale   |
| ---- | ------------------------------- | --- | ----------- | ------------ | ------------ | ------------ | ------------ | ------------ | ------------ | ------------ | ------------ | -------- |
|      | Wang Zhouyu (CHN)               | A   | 83.50       | 116          | 120          | 125          |              | 147          | 153          | 158          |              | 278      |
|      | Kim Un-ju (PRK)                 | A   | 86.50       | 110          | 115          | 117          |              | 148          | 154          | 159          |              | 269      |
|      | Tamara Salazar (ECU)            | A   | 85.15       | 105          | 108          | 111          | 4            | 140          | 144          | 147          |              | 252      |
| 4    | María Fernanda Valdés (CHI)     | A   | 86.85       | 108          | 108          | 111          | 5            | 138          | 143          | —            | 4            | 251      |
| 5    | Naryury Pérez (VEN)             | A   | 86.65       | 107          | 110          | 111          |              | 135          | 140          | 143          | 5            | 250      |
| 6    | Jaqueline Ferreira (BRA)        | B   | 86.50       | 102          | 105          | 107          | 6            | 122          | 128          | 132          | 7            | 235      |
| 7    | Jang Hyeon-ju (KOR)             | B   | 81.30       | 97           | 100          | 102          | 10           | 124          | 128          | 130          | 6            | 230      |
| 8    | Elena Cîlcic (MDA)              | B   | 81.20       | 93           | 97           | 100          | 11           | 119          | 125          | 129          | 8            | 225      |
| 9    | Mami Shimamoto (JPN)            | A   | 86.80       | 100          | 103          | 103          | 12           | 122          | 122          | 122          | 10           | 222      |
| 10   | Sarah Fischer (AUT)             | A   | 86.55       | 97           | 102          | 102          | 14           | 125          | 125          | 130          | 9            | 222      |
| 11   | Clémentine Meukeugni (CMR)      | C   | 86.95       | 95           | 100          | 100          | 9            | 115          | 120          | 120          | 12           | 220      |
| 12   | Louise Vennekilde (DEN)         | B   | 86.70       | 94           | 97           | 98           | 13           | 118          | 121          | 121          | 14           | 216      |
| 13   | Tuğçe Boynueğri (TUR)           | A   | 84.45       | 95           | 98           | 101          | 8            | 115          | 118          | 118          | 17           | 216      |
| 14   | Aýsoltan Toýçyýewa (TKM)        | B   | 82.20       | 92           | 94           | 96           | 15           | 118          | 121          | 121          | 15           | 214      |
| 15   | Erdenebatyn Bilegsaikhan (MGL)  | C   | 84.95       | 90           | 93           | 95           | 16           | 111          | 115          | 118          | 16           | 210      |
| 16   | Dolera Davronova (UZB)          | A   | 86.65       | 90           | 90           | 90           | 19           | 120          | 124          | 124          | 13           | 210      |
| 17   | Kinga Kaczmarczyk (POL)         | C   | 86.65       | 85           | 88           | 90           | 21           | 115          | 119          | 120          | 11           | 208      |
| 18   | Crismery Santana (DOM)          | B   | 86.95       | 94           | —            | —            | 17           | 112          | —            | —            | 19           | 206      |
| 19   | Keyshla Rodríguez (PUR)         | C   | 86.25       | 83           | 88           | 92           | 18           | 108          | 108          | 112          | 18           | 204      |
| 20   | Viktória Boros (HUN)            | C   | 83.35       | 82           | 86           | 89           | 20           | 102          | 106          | 110          | 21           | 199      |
| 21   | Parisa Jahanfekrian (IRI)       | C   | 86.80       | 82           | 87           | 91           | 22           | 104          | 111          | 116          | 20           | 198      |
| 22   | Tereza Králová (CZE)            | C   | 86.40       | 75           | 75           | 80           | 23           | 90           | 95           | 100          | 22           | 175      |
| —    | Lo Ying-yuan (TPE)              | A   | 86.95       | 101          | 106          | 109          | 7            | —            | —            | —            | —            | —        |
| —    | Imari Morishita (JPN)           | B   | 86.90       | 90           | 90           | 90           | —            | —            | —            | —            | —            | —        |
| —    | Malvina Batista Fernandez (PAN) | C   | ritirata    | ritirata     | ritirata     | ritirata     | ritirata     | ritirata     | ritirata     | ritirata     | ritirata     | ritirata |
| —    | Krisztina Magát (HUN)           | B   | ritirata    | ritirata     | ritirata     | ritirata     | ritirata     | ritirata     | ritirata     | ritirata     | ritirata     | ritirata |